# مارکو گوری
مارکو گوری (انگلیسی: Marco Gori؛ زادهٔ ۲۶ ژوئیهٔ ۱۹۷۹) بازیکن فوتبال اهل ایتالیا است.
از باشگاه‌هایی که در آن بازی کرده‌است می‌توان به باشگاه فوتبال کرمونزه، باشگاه فوتبال مونتسا، و باشگاه فوتبال امپولی اشاره کرد.